# Список громадських організацій Славутського району
У таблиці представлено список громадських організацій Славутського району Хмельницької області станом на 24.11.2019. Для міста Славути та міста Нетішина існують окремі списки.

## Громадські організації Славутського району без міста Нетішина й міста Славути
| Реєстраційний номер запису в Єдиному реєстрі | Стан                 | Повне найменування (Скорочене найменування)                                                                                            | Номер та дата видачі свідоцтва / дубліката свідоцтва | Дата реєстрації     |
| -------------------------------------------- | -------------------- | --- | ---------------------------------------------------- | ------------------- |
| 509198                                       | зареєстровано        | Громадське об'єднання «Північний регіональний кластер будівельних матеріалів у Хмельницькій області»                                   | 15                                                   | 29.07.2009 15:16:16 |
| 1330770                                      | припинено діяльність | Громадська організація інвалідів «Фонд соціального захисту конституційних прав, реабілітації і допомоги інвалідам України»             | 21                                                   | 11.02.2011 15:00:43 |
| 1340380                                      | зареєстровано        | Первинна профспілкова організація Славутського районного територіального центру соціального обслуговування (надання соціальних послуг) |                                                      | 24.05.2011 17:44:34 |
| 1371548                                      | зареєстровано        | Громадська організація «Жуківський курінь»                                                                                             | 1 видане 13.12.2012                                  | 13.12.2012 16:41:43 |
| 1371936                                      | припинено діяльність | Громадська організація «Жариха» | 1                                                    | 17.12.2012 10:44:15 |
| 1371943                                      | припинено діяльність | Громадська організація «Довіра — 2009»                                                                                                 | 1                                                    | 17.12.2012 10:55:24 |
| 1371946                                      | припинено діяльність | Громадська організація громадське об"єднання «Волиця-газ» (ГО «Волиця-газ»)                                                            | 2                                                    | 17.12.2012 11:04:01 |
| 1371958                                      | зареєстровано        | Громадська організація «Нове життя 2009»                                                                                               | 1                                                    | 17.12.2012 11:24:37 |
| 1372015                                      | зареєстровано        | Громадська організація «Джерело» с. Улашанівка                                                                                         | 1                                                    | 17.12.2012 12:54:56 |
| 1372016                                      | зареєстровано        | Громадська організація «Надія — Соціум»                                                                                                | 1                                                    | 17.12.2012 13:05:52 |
| 1372115                                      | зареєстровано        | Спілка об'єднань громадян-власників майнових паїв «Фенікс» (Спілка «Фенікс»)                                                           | 1                                                    | 17.12.2012 17:07:05 |
| 1372133                                      | зареєстровано        | Громадська організація "Миньковецька сільська асоціація «Миньківці — 500» (                                                            | 1                                                    | 17.12.2012 18:11:02 |
| 1373335                                      | в стані припинення   | Громадська організація громадське об'єднання «Мухарів — газ»                                                                           | 1                                                    | 21.12.2012 11:19:40 |
| 1377924                                      | зареєстровано        | Громадська організація «Товариство жителів Гути»                                                                                       | 1                                                    | 28.12.2012 16:48:28 |
| 1399097                                      | зареєстровано        | Громадська організація «Розвиток громади села Рівки Славутського району»                                                               |                                                      | 01.04.2013 10:42:49 |
| 1399147                                      | зареєстровано        | Громадська організація «Розвиток громади села Малий Скнит Славутського району»                                                         |                                                      | 01.04.2013 11:12:43 |
| 1401979                                      | зареєстровано        | Громадська організація «Розвиток громади села Киликиїв Славутського району»                                                            |                                                      | 18.04.2013 11:43:39 |
| 1403326                                      | зареєстровано        | Громадська організація «Розвиток громади села Печиводи Славутського району»                                                            |                                                      | 24.05.2013 16:16:43 |
| 1403406                                      | зареєстровано        | Громадська організація «Розвиток громади села Хоросток Славутського району»                                                            |                                                      | 28.05.2013 12:03:27 |
| 1403409                                      | зареєстровано        | Громадська організація «Розвиток громади села Ганнопіль Славутського району»                                                           |                                                      | 28.05.2013 15:02:59 |
| 1403751                                      | зареєстровано        | Громадська організація «Розвиток громади села Нараївка Славутського району»                                                            |                                                      | 06.06.2013 16:39:19 |
| 1403753                                      | зареєстровано        | Громадська організація «Розвиток громади села Довжки Славутського району»                                                              |                                                      | 06.06.2013 16:56:59 |
| 1403754                                      | зареєстровано        | Громадська організація «Розвиток громади села Понора Славутського району»                                                              |                                                      | 06.06.2013 17:15:51 |
| 1404145                                      | зареєстровано        | Громадська організація «Розвиток громади села Хоняків Славутського району»                                                             |                                                      | 14.06.2013 13:01:30 |
| 1405233                                      | зареєстровано        | Громадська організація «Сокіл. Жуківські Джури»                                                                                        |                                                      | 19.07.2013 09:59:07 |
| 1406175                                      | зареєстровано        | Громадська організація «Товариство рибалок Цвітохи»                                                                                    |                                                      | 22.08.2013 16:05:54 |
| 1420262                                      | зареєстровано        | ГРОМАДСЬКА ОРГАНІЗАЦІЯ «ОБ'ЄДНАННЯ МИСЛИВЦІВ ТА РИБАЛОК С. КРУПЕЦЬ» (ГО «ОМРСК»)                                                       | видане 17.06.2014                                    | 16.06.2014 15:56:03 |
| 1440369                                      | зареєстровано        | Громадська організація «Старокривинські рибалки-спортсмени»                                                                            |                                                      | 05.08.2015 16:41:53 |
| 1470739                                      | зареєстровано        | ГРОМАДСЬКА ОРГАНІЗАЦІЯ «ТОВАРИСТВО РИБАЛОК С.МИРУТИН»                                                                                  | -                                                    | 25.04.2017 15:33:09 |
| 1471235                                      | зареєстровано        | Громадська організація "ТОВАРИСТВО РИБАЛОК — АМАТОРІВ «ЖАРИХА»                                                                         | -                                                    | 12.05.2017 11:59:04 |
| 1481818                                      | зареєстровано        | Громадська організація "Аеротехнічний спортивний клуб «Аеро Фокс» (ГО АТСК «Аеро Фокс»)                                                |                                                      | 05.02.2018 10:54:16 |
| 1488352                                      | зареєстровано        | ГРОМАДСЬКА ОРГАНІЗАЦІЯ «ТОВАРИСТВО РИБАЛОК С.ЯБЛУНІВКА»                                                                                | -                                                    | 12.06.2018 15:35:54 |
| 1499755                                      | зареєстровано        | Громадська організація "Товариство рибалок — аматорів «Золота рибка»                                                                   | б/н                                                  | 17.04.2019 11:46:42 |